# Vostok-2 (foguete)

O foguete Vostok-2.

O foguete Vostok-2 (8A92), em russo Восток que significa Leste, ou Oriente, foi um veículo de lançamento descartável, usado pela União Soviética entre 1962 e 1967. Quarenta e cindo deles foram lançados, com apenas cinco falhas. 
Era uma derivação do Vostok-K, com motores melhorados, e era um membro da família de foguetes R-7.
O Vostok-2 foi usado exclusivamente para lançar satélites da família Zenit, a partir do Cosmódromo de Baikonur e do Cosmódromo de Plesetsk, saindo de serviço em 1967 em favor do Voskhod (foguete)